# Moritz Willkomm
Heinrich Moritz Willkomm (29. června 1821 Mittelherwigsdorf – 26. srpna 1895 Vartenberk) byl rakouský botanik a vysokoškolský pedagog německé národnosti původem ze Saska, působící dlouhodobě v Čechách; rektor Německé univerzity v Praze a poslanec Českého zemského sněmu. 

## Biografie
Absolvoval gymnázium v Žitavě. Od roku 1841 studoval lékařství a přírodní vědy na Lipské univerzitě. Po třech letech ale byl nucen studia přerušit kvůli svým aktivitám v studentském buršáckém spolku. V letech 1844–1850 podnikl z iniciativy profesora Gustava Kunze studijní cesty po Španělsku a Portugalsku. Po návratu dokončil v Lipsku vysokoškolská studia a roku 1850 získal titul doktora filozofie. Roku 1852 se habilitoval jako docent botaniky na Lipské univerzitě a stal se tam roku 1855 mimořádným profesorem. Od roku 1855 byl profesorem na Královské lesnické akademii v Tharandtu. Od roku 1868 vyučoval na Imperátorské jurjevské univerzitě v dnešním estonském Tartu (tehdy součást Ruského impéria). Od roku 1874 do roku 1892 působil jako profesor botaniky na Německé univerzitě v Praze. Zde v roce 1887/1888 zastával post rektora této vysoké školy. Roku 1892 odešel do penze. Roku 1877 získal titul ruského státního rady. Byl členem Leopoldovsko-Karolinské německé akademie přírodních věd. Byl dopisujícím členem akademie věd v Madridu a ředitelem botanické zahrady na Smíchově. Patřil mezi nejvýznamnější evropské botaniky své doby. Přispěl výrazně k výzkumu flory Iberského poloostrova ale i Baleárských ostrovů, Čech, Skandinávie, Pobaltí, severní Francie a Holandska. Byl autorem 26 monografií a mnoha dalších kratších prací v oboru botaniky.
Z titulu funkce rektora se v 80. letech zapojil i do vysoké politiky. V letech 1887–1888 zasedal coby virilista na Českém zemském sněmu.
Po odchodu na penzi mu císař udělil Řád železné koruny III. třídy. Zemřel náhle v srpnu 1895 na zámku Vartenberk během jedné ze svých studijních cest. Z Prahy ještě odjížděl v plném zdraví.
Jeho bratr Ernst Willkomm byl německým romantickým spisovatelem.